# Иоганн II (граф Гольштейн-Киля)
Иоганн II Одноглазый (нем. Johann II. der Einäugige; ок. 1253 − 1321) — граф Гольштейн-Киля.
Младший сын Иоганна I. По договору о разделе, заключенному с дядей — Герхардом I фон Гольштейн-Итцехо, и со старшим братом — Адольфом V фон Гольштейн-Зегебергом, получил Киль, который и сделал своей резиденцией.
В 1308 году после смерти брата унаследовал его владения.
Иоганн II был женат на датской принцессе Маргарите. Оба их сына умерли неестественной смертью: Кристоф в 1313 году выпал из окна графского замка, Адольф в 1315 году был убит ночью во время сна.
В 1316 году все владения Иоганна II, кроме города Киль и ближайших окрестностей, захватили его внучатые племянники графы Герхард III фон Гольштейн-Рендсбург и Иоганн III фон Гольштейн-Плён.
Прозвище «Одноглазый» Иоганн II получил после несчастного случая: его придворный шут неудачно кинул куриную кость, которая попала графу в лицо.